# Aeropuerto Internacional de Ahvaz
El Aeropuerto Internacional de Ahvaz (en persa: فرودگاه بین‌المللی اهواز)  (IATA: AWZ, ICAO: OIAW) es un aeropuerto que sirve la ciudad de Ahvaz, en el país asiático de Irán. Ofrece vuelos a destinos nacionales , así como destinos internacionales cercanos como Dubái (Emiratos Árabes Unidos), Estambul (Turquía) y Kuwait.
El 19 de abril de 1970 un Douglas C- 47B EP se estancó en el despegue y se estrelló. El avión fue destruido por el fuego posterior. Se dispuso un vuelo no regular de pasajeros . Todas las 25 personas a bordo sobrevivieron.